# Ist der Mann gleichberechtigt?
Ist der Mann gleichberechtigt? ist ein Dokumentarfilm der  Hochschule für Film und Fernsehen der DDR, Potsdam-Babelsberg von Hans-Jürgen Hohmann aus dem Jahr 1972.

## Handlung
Der Film beginnt mit der Information, dass im Jahr 1971 42 Prozent der Bevölkerung der DDR Männer sind und um die geht es hier. Die Dreharbeiten und Befragungen finden in Premnitz statt, wo sich mit dem VEB Chemiefaserwerk Friedrich Engels ein Betrieb mit etwa 7.000 Beschäftigten befindet, wovon die Hälfte Männer sind. Die Frauen haben einen erheblichen Anteil an der Schaffung des Volksvermögens, sitzen häufig in leitenden Positionen, werden immer klüger, stellen höhere Anforderungen an die Männer und gewinnen immer mehr an Boden. Inzwischen gibt nichts mehr, was die Frauen nicht können, was den Männern zu denken geben muss und die Frage aufwirft, ob der Mann gleichberechtigt ist. Dieser Film soll mit seinen Interviews zur Klärung des Istzustandes beitragen, ist satirisch angelegt, jedoch kein reiner Satirefilm.
Der Feldzug zur Rückeroberung von verlorengegangen Terrains kann für die Männer nur im Haushalt beginnen, denn die Statistik sagt, dass nur etwa 20 Prozent der im Haushalt anfallenden Arbeiten durch sie erledigt werden. Sind das wirklich nur notorische Faulpelze? Die Untersuchungen beginnen im Kindergarten Flax und Krümel, die Kamera beobachtet fast ausschließlich Frauen, die ihre Kinder hier abgeben. Die Kleinen geben bereitwillig fast alle die Auskunft, dass es die Mutti ist, die zuerst aufsteht, um dann das Frühstück zuzubereiten. Es sind die Mütter, die mit den Kindern zur Mütterberatung, zum Kinderarzt und zum Elternaktiv der Schulklasse gehen. Eine Umfrage in der betriebseigenen Zweigstelle der Kreissparkasse ergibt, dass in den meisten Fällen die Frau in der Familie für die Haushaltsführung verantwortlich ist. An einem Sonnabend wird den einkaufenden Männern vor der Kaufhalle die Frage gestellt, wer in der Familie festlegt, was eingeholt werden soll. Fast alle bestätigen, von den Frauen eine detaillierte Aufstellung erhalten zu haben. Weshalb sie ein bestimmtes Waschmittel kaufen, können sie nicht beantworten, da sie nur den Auftrag bekommen haben und die Frauen es benutzen. Was das Kochen im Haushalt betrifft, erklären sich sogar manche Männer dazu bereit, aber nur, wenn sie Lust dazu haben. 
Beim Training wird die Frauenmannschaft der BSG Premnitz im Bowling befragt, ob ihnen die Ehepartner im Haushalt helfen. Der größte Teil erklärt, dass die Männer auch mal helfen, jedoch der größte Teil der Arbeit an ihnen hängen bleibt. Bemerkenswert ist, diese Antworten sind vielfach durch Verständnis für die Partner geprägt. Eine Umfrage unter jungen Männern während einer Tanzveranstaltung nach ihrer Meinung zur Gleichberechtigung ergibt, dass einige diese befürworten. Ein anderer Teil meint, in der heutigen Zeit müssen manchmal sogar die Männer schon um die Gleichberechtigung kämpfen. Der Film endet mit Aufnahmen, die Männer bei den verschiedensten Hausarbeiten zeigen.

## Produktion und Veröffentlichung
Ist der Mann gleichberechtigt? wurde von der Hochschule für Film und Fernsehen der DDR, Babelsberg gedreht und hatte seine erste Ausstrahlung am 13. Juni 1972 im 2. Programm des Fernsehens der DDR.
Die Dramaturgie lag in den Händen von Anke Mieth, die Interviews wurden von Katharina Zeiske geführt. Die eingespielten Trickfilmteile stammen aus dem Film Ehret die Frauen vom DEFA-Studio für Trickfilme in Dresden.